# A Derrocada
A Derrocada, ou A Vingança do Peão, é um filme brasileiro do gênero drama, dirigido por Luiz de Barros em 1918. O filme é baseado em um conto de mesmo nome de Leo Teixeira Leite Filho. Os Irmãos Botelho foram os operadores da câmera. No elenco principal estavam Luciènne Duval, Jane Cleo, A. Braga e Fernando do Val.
Produzido pela Guanabara-Film, estúdio de Barros, é considerado um filme perdido, pois nenhuma cópia da obra é conhecida nos dias atuais.

## Enredo
O diretor Luiz de Barros fala um resumo do enredo em seu livro, "Minhas Memórias de Cineasta", lançado em 1978.
Uma roceirinha fluminense, filha de um peão, industriada pela mãe, espanhola com muita vocação para alcoveta, aceita os galanteios de um jovem fazendeiro com o qual foge; mas o peão, que é uma fera e não admite desrespeitos à sagrada instituição da família, sai ao encalço dos fugitivos, munido de um trabuco pavoroso, com que dá tiros como um danado, até quem um dos seus projéteis mata a própria filha.
Isto ao mesmo tempo que o fazendeiro continua a dar de esporas no pangaré, o qual voa a toda brida com o patrão por cima. O peão apanha a roceirinha morta; enfarda-a na sela e volta para o rancho, onde deposita o cadáver. Mas antes disso pega fogo macega das proximidades da fazenda, que se alastra pelos matagais vizinhos e vai devorando tudo até atingir o rancho do peão, onde mãe e filha são incineradas, ao mesmo tempo que ele se salva e embrenha-se pela mataria.

## Elenco
- Luciènne Duval como Joaninha
- Jane Cleo como Dona Bárbara, mãe de Joaninha
- A. Braga
- Fernando do Val
- A. Severino
- G. do Amaral